# Elena Ledda
Elena Ledda és una cantant sarda nascuda a Selargius (en sard, Ceraxus), a prop de Càller, el 17 de maig de 1959.

## Formació i carrera musical
Estudià oboè i cant al Conservatori de Càller, mentre ja havia format part del grup «Quartucciu». Ledda té una veu de soprano dramàtica adequada per a l'òpera però, després de les trobades amb músics com el mandolinista Mauro Palmas i l'arpista Andreas Wollenweider, es decantà pel cant folklòric de la seva Sardenya nadiua i ha escollit una carrera principalment en aquell gènere de música. Després ha col·laborat amb músics diversos, com Andrea Parodi, Savina Yannatou, Mara Aranda i Efrén López, Noa, Enrico Rava, Antonello Salis, Riccardo Lay, el seu germà Marcello Ledda, Riccardo Tesi, Sandro Satta o Paolo Fresu.
Treballà amb la Cooperativa Teatro de Sardenya durant els últims anys de la dècada de 1970. També s'interessà per la música renaixentista, i constituí el 1978 al quartet «Quelli dell'Orco Nuovo», que interrompé la seva activitat durant un temps a partir de 1983, per reprendre-la el 1994 amb el nom de «Scaramella». Al 1979 s'incorporà al grup «Suonofficina», al costat de Mauro Palmas, amb el qual seguí una intensa activitat concertística per Europa, participant en alguns dels festivals més importants d'Itàlia, Suïssa i Alemanya. Al 1988 va ser coautora amb Mauro Palmas i Alberto Balia de «Far Away Wave», un espectacle creat pel bicentenari del descobriment d'Austràlia, que es representà en diverses ciutats del continent. Ha fet gires i enregistrat àmpliament a nivell internacional. En els darrers anys s'ha dedicat també a la música per al cinema.
Alguns cantants mallorquins i valencians han cantat les seves cançons. Així, el grup Al Tall va fer seu el Ballu Cantau i Maria Del Mar Bonet S'abba de su nie (Des de Mallorca a l'Alguer).

## Discografia
Entre els seus discs figuren:
Ammentos (1979)
Is Arrosas (1984)
Sonos (1989)
Incanti Dunya (1993)
Maremannu (2000)
Amargura (2005)
Tutti Baci (2007), amb Savina Yannatou
Rosa Resolza (2007), amb Andrea Parodi.
Live at Jazzinsardegna (2007)
Cantendi a Deus (2009)
Lantias (2018)
Incanti (2023)

## Premis
A França va rebre el premi Choc (setembre de 2001) i el premi "Bravo" (setembre de 2001).

## Implicació política
Al 2014 es va incorporar a la llista L'altra Europa amb Tsipras, del col·legi d'Isole (Sardenya i Sicília), que promovia la candidatura d'Alexis Tsipras a la presidència de la Comissió Europea.